# Zacualtipán
Zacualtipán es una localidad mexicana, cabecera del municipio de Zacualtipán de Ángeles, en el estado de Hidalgo.

## Geografía
Se localiza en la región de la Sierra Alta, en el corazón de la sierra de Zacualtipán; le corresponden las coordenadas geográficas 20°38′42.65″ de latitud norte y 98°39′13.057″ de longitud oeste, con una altitud de 1979 m s. n. m. Cuenta con un clima templado húmedo con abundantes lluvias en verano; registra una temperatura media anual 14 °C, precipitación pluvial de 2047 milímetros al año, y el período de lluvias es de junio a septiembre.
En cuanto a fisiografía se encuentra dentro de la provincia de la Sierra Madre Oriental, dentro de la subprovincia del Carso Huasteco; su terreno es de meseta y sierra.  En lo que respecta a la hidrografía se encuentra posicionado en la región del Pánuco, dentro de la cuenca del río Moctezuma, y en los límites de las subcuencas de río Calabozo y el río Metztitlán.

## Demografía
De acuerdo con el Censo de Población y Vivienda 2020 del INEGI; la ciudad tiene una población de 29 472 habitantes, lo que representa el 77.24 % de la población municipal. De los cuales 13 953 son hombres y 15 519 son mujeres; con una relación de 89.91 hombres por 100 mujeres.
Las personas que hablan alguna lengua indígena, es de 1375 personas, alrededor del 4.67 % de la población de la ciudad. En la ciudad hay 82 personas que se consideran afromexicanos o afrodescendientes, alrededor del 0.28 % de la población de la ciudad.
De acuerdo con datos del censo INEGI 2020, unas 22 247 declaran practicar la religión católica; unas 4853 personas declararon profesar una religión protestante o cristiano evangélico; 12 personas declararon otra religión; y unas 2326 personas que declararon no estar adscritas en una religión pero ser creyentes.
| Gráfica de evolución demográfica de Zacualtipán entre 1900 y 2020                            |
|                                                                                              |
| Población de los censos y conteos del Instituto Nacional de Estadística y Geografía (INEGI). |